# Gran Premio motociclistico d'Olanda 1967
Il Gran Premio d'Olanda fu il quinto appuntamento del motomondiale 1967.
Si svolse sabato 24 giugno 1967 sul circuito di Assen. Erano in programma tutte le classi.
Mike Hailwood dominò la giornata, vincendo 250, 350 e 500.
In 125, vittoria di Phil Read su Bill Ivy.
Nella gara della 50, Yoshimi Katayama ottenne la sua seconda vittoria stagionale, davanti ad Ángel Nieto, al suo primo podio in carriera.
Nei sidecar, Klaus Enders approfittò dei ritiri di Georg Auerbacher e Helmut Fath per aggiudicarsi il GP.

## Classe 500

### Arrivati al traguardo
| Pos. | Pilota            | Moto      | Tempo        | Punti |
| ---- | ----------------- | --------- | ------------ | ----- |
| 1    | Mike Hailwood     | Honda     | 1h 03' 13" 2 | 8     |
| 2    | Giacomo Agostini  | MV Agusta | +5" 3        | 6     |
| 3    | Peter Williams    | Matchless | +1 giro      | 4     |
| 4    | Dan Shorey        | Norton    | +1 giro      | 3     |
| 5    | Gyula Marsovszky  | Matchless | +1 giro      | 2     |
| 6    | Chris Conn        | Norton    | +1 giro      | 1     |
| 7    | Derek Minter      | Norton    | +1 giro      |       |
| 8    | Kel Carruthers    | Norton    | +1 giro      |       |
| 9    | Billie Nelson     | Norton    | +1 giro      |       |
| 10   | John Dodds        | Norton    | +1 giro      |       |
| 11   | Angelo Bergamonti | Paton     | +1 giro      |       |
| 12   | Derek Lee         | Matchless | +1 giro      |       |
| 13   | Griff Jenkins     | Matchless | +1 giro      |       |
| 14   | Mike Duff         | Matchless | +1 giro      |       |
| 15   | Errol Cowan       | Matchless | +1 giro      |       |
| 16   | Gordon Keith      | Norton    | +2 giri      |       |
| 17   | Bosse Granath     | Matchless | +2 giri      |       |
| 18   | Bert Oosterhuis   | Norton    | +2 giri      |       |

### Ritirati
| Pilota            | Moto      | Motivo ritiro |
| ----------------- | --------- | ------------- |
| Karl Hoppe        | Matchless |               |
| Ron Chandler      | Matchless |               |
| Eduard Lenz       | Matchless |               |
| Fred Stevens      | Paton     |               |
| John Cooper       | Norton    |               |
| Oliver Howe       | Norton    |               |
| Godfrey Nash      | Norton    |               |
| Maurice Hawthorne | Norton    |               |
| Walter Scheimann  | Norton    |               |
| Lewis Young       | Matchless |               |

## Classe 350

### Arrivati al traguardo
| Pos. | Pilota           | Moto              | Tempo        | Punti |
| ---- | ---------------- | ----------------- | ------------ | ----- |
| 1    | Mike Hailwood    | Honda             | 1h 05' 19" 8 | 8     |
| 2    | Giacomo Agostini | MV Agusta         | +40"         | 6     |
| 3    | Renzo Pasolini   | Benelli           | +40" 5       | 4     |
| 4    | Fred Stevens     | Paton             | +1 giro      | 3     |
| 5    | Heinz Rosner     | MZ                | +1 giro      | 2     |
| 6    | Kel Carruthers   | Metisse-Aermacchi | +1 giro      | 1     |
| 7    | Gilberto Milani  | Aermacchi         | +1 giro      |       |
| 8    | Chris Conn       | Norton            | +1 giro      |       |
| 9    | Dan Shorey       | Norton            | +1 giro      |       |
| 10   | Karl Hoppe       | Aermacchi         | +1 giro      |       |
| 11   | Bohumil Staša    | Jawa              | +2 giri      |       |
| 12   | Gustav Havel     | Jawa              | +2 giri      |       |
| 13   | Dieter Braun     | Aermacchi         | +2 giri      |       |
| 14   | Tommy Robb       | Bultaco           | +2 giri      |       |
| 15   | Derek Minter     | Norton            | +2 giri      |       |
| 16   | Han Leenheer     | Aermacchi         | +2 giri      |       |
| 17   | Bert Oosterhuis  | Norton            | +2 giri      |       |
| 18   | Lewis Young      | Matchless         | +3 giri      |       |

## Classe 250

### Arrivati al traguardo
| Pos. | Pilota            | Moto      | Tempo     | Punti |
| ---- | ----------------- | --------- | --------- | ----- |
| 1    | Mike Hailwood     | Honda     | 54' 27" 7 | 8     |
| 2    | Bill Ivy          | Yamaha    | +30"      | 6     |
| 3    | Ralph Bryans      | Honda     | +39" 8    | 4     |
| 4    | Derek Woodman     | MZ        | +1 giro   | 3     |
| 5    | Dave Simmonds     | Kawasaki  | +1 giro   | 2     |
| 6    | Ginger Molloy     | Bultaco   | +1 giro   | 1     |
| 7    | Gyula Marsovszky  | Bultaco   | +1 giro   |       |
| 8    | Bob Coulter       | Bultaco   | +1 giro   |       |
| 9    | Cliff Carr        | Bultaco   | +1 giro   |       |
| 10   | Giuseppe Visenzi  | Bultaco   | +2 giri   |       |
| 11   | Rudi Breedt       | Bultaco   | +2 giri   |       |
| 12   | Jan Huberts       | Kawasaki  | +2 giri   |       |
| 13   | Rudolf Thalhammer | Aermacchi | +2 giri   |       |

## Classe 125

### Arrivati al traguardo
| Pos. | Pilota            | Moto    | Tempo     | Punti |
| ---- | ----------------- | ------- | --------- | ----- |
| 1    | Phil Read         | Yamaha  | 47' 25" 2 | 8     |
| 2    | Bill Ivy          | Yamaha  | +6" 5     | 6     |
| 3    | Stuart Graham     | Suzuki  | +8" 2     | 4     |
| 4    | Yoshimi Katayama  | Suzuki  | +8" 8     | 3     |
| 5    | Cees van Dongen   | Honda   | +1 giro   | 2     |
| 6    | Rex Avery         | EMC     | +1 giro   | 1     |
| 7    | Ginger Molloy     | Bultaco | +1 giro   |       |
| 8    | Giuseppe Visenzi  | Montesa | +1 giro   |       |
| 9    | Jim Curry         | Honda   | +1 giro   |       |
| 10   | Hartmut Bischoff  | MZ      | +1 giro   |       |
| 11   | Walter Scheimann  | Honda   | +1 giro   |       |
| 12   | Bohumil Staša     | Jawa    | +1 giro   |       |
| 13   | Tommy Robb        | Bultaco | +1 giro   |       |
| 14   | Jan Huberts       | Honda   | +1 giro   |       |
| 15   | Jan Kostwinder    | Honda   | +1 giro   |       |
| 16   | Rudi Breedt       | Honda   | +1 giro   |       |
| 17   | Bob Coulter       | Bultaco | +1 giro   |       |
| 18   | Siegfried Lohmann | MZ      | +2 giri   |       |

## Classe 50

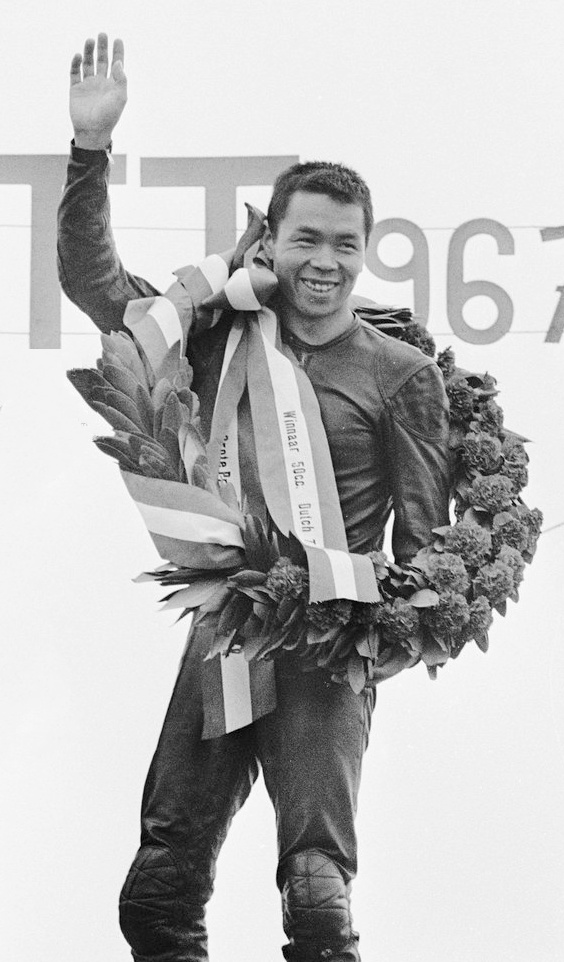
Il vincitore della classe 50 Yoshimi Katayama

### Arrivati al traguardo
| Pos. | Pilota               | Moto     | Tempo     | Punti |
| ---- | -------------------- | -------- | --------- | ----- |
| 1    | Yoshimi Katayama     | Suzuki   | 32' 07" 5 | 8     |
| 2    | Ángel Nieto          | Derbi    | +1' 43" 5 | 6     |
| 3    | Barry Smith          | Derbi    | +2' 03" 6 | 4     |
| 4    | Hans-Georg Anscheidt | Suzuki   | +2' 36" 2 | 3     |
| 5    | Aalt Toersen         | Kreidler | +4' 03" 5 | 2     |
| 6    | Paul Lodewijkx       | Jamathi  | +4' 04" 5 | 1     |
| 7    | Martin Mijwaart      | Jamathi  | +1 giro   |       |
| 8    | Jos Schurgers        | Kreidler | +1 giro   |       |
| 9    | Horst Seidl          | Honda    | +1 giro   |       |
| 10   | Bernard Hausel       | Derbi    | +1 giro   |       |
| 11   | Chris Goosen         | Derbi    | +2 giri   |       |

## Classe sidecar
Per le motocarrozzette si trattò della 99ª gara effettuata dall'istituzione della classe nel 1949; si sviluppò su 14 giri, per una percorrenza di 107,856 km.
Giro più veloce di Klaus Enders/Ralf Engelhardt (BMW) in 3' 33" 6 a 129,800 km/h.

### Arrivati al traguardo
| Pos | Pilota             | Passeggero        | Moto | Tempo     | Punti |
| --- | ------------------ | ----------------- | ---- | --------- | ----- |
| 1   | Klaus Enders       | Ralf Engelhardt   | BMW  | 50' 31" 6 | 8     |
| 2   | Siegfried Schauzu  | Horst Schneider   | BMW  | +4" 1     | 6     |
| 3   | Peter 'Pip' Harris | John Thornton     | BMW  | +12" 8    | 4     |
| 4   | Tony Wakefield     | Graham Milton     | BMW  | +24" 1    | 3     |
| 5   | Johann Attenberger | Josef Schillinger | BMW  | +1' 58" 6 | 2     |
| 6   | Arsenius Butscher  | Armgard Neumann   | BMW  | +3' 41" 2 | 1     |
| 7   | Bill Boddice       | Harry Stanley     | BSA  | +1 giro   |       |
| 8   | Harald Wohlfahrt   | Heiner Vester     | BMW  | +2 giri   |       |

## Fonti e bibliografia
- El Mundo Deportivo, 26 giugno 1967, pag. 6.
- Risultati della 500 su autosport.com, su autosport.com.
- "Motor" n° 26 del 30 giugno 1967, pag. 713, su motorracehistorie.nl. URL consultato il 15 giugno 2011 (archiviato dall'url originale il 4 marzo 2016).